# Liste der Kulturdenkmäler in Altstrimmig
In der Liste der Kulturdenkmäler in Altstrimmig sind alle Kulturdenkmäler der rheinland-pfälzischen Ortsgemeinde Altstrimmig aufgeführt. Grundlage ist die Denkmalliste des Landes Rheinland-Pfalz (Stand: 21. September 2023).

## Einzeldenkmäler
| Bezeichnung                     | Lage                                       | Baujahr                    | Beschreibung                                                                              | Bild                           |
| ------------------------------- | ------------------------------------------ | -------------------------- | ----------------------------------------------------------------------------------------- | ------------------------------ |
| Vesperbild                      | Kirchstraße, bei Nr. 2 in der Kapelle Lage |                            | bäuerliches Vesperbild in der Bruchsteinkapelle des 19. Jahrhunderts                      | BW                             |
| Wohnhaus                        | Kirchstraße 24 Lage                        | 19. Jahrhundert            | Fachwerkhaus, teilweise massiv, abgewalmtes Mansarddach, 19. Jahrhundert                  | BW                             |
| Wohnhaus                        | Kirchstraße 28 Lage                        | 18. Jahrhundert            | Wohnhaus einer Hofanlage; Fachwerkbau, teilweise massiv, Krüppelwalmdach, 18. Jahrhundert | BW                             |
| Katholische St.-Antonius-Kirche | Kirchstraße 35 Lage                        | Mitte des 18. Jahrhunderts | Saalbau, Mitte des 18. Jahrhunderts                                                       | weitere Bilder Fotos hochladen |